# Fågelforsdammen
Fågelforsdammen är en sjö i Vaggeryds kommun i Småland och ingår i Lagans huvudavrinningsområde. Sjön har en area på 0,847 kvadratkilometer och ligger 186,5 meter över havet. Sjön avvattnas av vattendraget Lagan. Vid provfiske har bland annat abborre, braxen, gers och gädda fångats i sjön.

## Delavrinningsområde
Fågelforsdammen ingår i det delavrinningsområde (637201-139687) som SMHI kallar för Utloppet av Fågelforsdammen. Avrinningsområdets medelhöjd är 211 meter över havet och ytan är 13,92 kvadratkilometer. Räknas de 16 delavrinningsområdena uppströms in blir den ackumulerade arean 276,48 kvadratkilometer. Lagan som avvattnar avrinningsområdet har biflödesordning 2, vilket innebär att vattnet flödar genom totalt 2 vattendrag innan det når havet efter 198 kilometer. Delavrinningsområdet består mestadels av skog (63 procent). Avrinningsområdet har 0,55 kvadratkilometer vattenytor vilket ger det en sjöprocent på 2,7 procent. Bebyggelsen i området täcker en yta av 2,68 kvadratkilometer eller 13 procent av avrinningsområdet.

## Fisk
Vid provfiske har följande fisk fångats i sjön:
- Abborre
- Braxen
- Gärs
- Gädda
- Mört